# Acosmium stirtonii
Acosmium stirtonii är en ärtväxtart som beskrevs av Aymard och Val.Gonzalez. Acosmium stirtonii ingår i släktet Acosmium och familjen ärtväxter. Inga underarter finns listade i Catalogue of Life.